# فناوری‌های اسکایپ
فناوری‌های اسکایپ (انگلیسی: Skype Technologies) یک شرکت ارتباطات است که دفتر مرکزی آن در لوکزامبورگ واقع شده است.